# Bruce Beale
Bruce Beale (overleden op 17 mei 2002) was een motorcoureur uit Rhodesië.
Zijn beste seizoen was dat van 1964, toen hij - als privérijder -  tweede werd in het wereldkampioenschap 350 cc. Hij was een vriend en protegé van Jim Redman, ook een Rhodesiër, die toen al viervoudig wereldkampioen met Honda was geworden. Samen met de eveneens Rhodesische monteur Nobby Clark vormden ze jarenlang een driemanschap, dat eindigde toen Redman en Beale in 1966 stopten met racen. 
| De productieracers van Honda weken sterk af van de fabrieksracers. De 125cc-Honda CR 93 was in elk geval gebaseerd op normale productiemodellen (de Honda CB 92 Benly Super Sport), want ze had een afgedekte opening voor de plaatsing van een kickstarter, die bij racers vanwege de duwstart natuurlijk niet nodig was. De fabriek claimde een vermogen van 16,5 pk bij 11.500 tpm, maar de meeste CR 93's leverden veel meer vermogen, zeker als ze door goede tuners onder handen waren genomen. De machine van de Nederlander Cees van Dongen leverde ongeveer 22 pk. Dat zal met Nobby Clark als tuner/monteur ongeveer gelijk geweest zijn. De 250cc-CR 72 was een tweecilinder, afgeleid van de Honda CB 72 Super Sport, met een boring/slagverhouding van 54 x 54 mm en een cilinderinhoud van 247,3 cc. De compressieverhouding was dezelfde als van de fabrieksracers, 10,5:1. De machine had een wet-sumpsysteem voor de smering en zes versnellingen. Honda claimde 41 pk bij 12.000 tpm. De CR 77 was feitelijk een opgeboorde CR 72, wat de (te) kleine cilinderinhoud verklaart. De CR 77 had een boring van 60 mm waardoor hij op 305 cc kwam. Er waren echter, zowel voor de CR 72 als de CR 77, minstens twee verschillende soorten motorblokken. Eén blok was glad afgewerkt, met aluminium afdekplaten, het andere was grover, met afdekplaten van magnesium. Van dit tweede type waren er met uitwendige olieterugvoerleidingen vanaf de uitlaatnokkenas en bevestigingsgaten voor een voorste framebuis, die er echter niet was. De fabrieksracers waren heel anders opgebouwd: - De 125cc-Honda 2RC 146 uit 1964 was een viercilinder die 28 pk leverde (de tweecilinder CR 93 leverde 16,5 pk). - De 250cc-Honda 3RC 164 uit 1964 was een zescilinder die 54 pk leverde (de tweecilinder CR 72 leverde 41 pk). - De 350cc-Honda 2RC 172 uit 1964 was een viercilinder die 58 pk leverde (de 305cc-tweecilinder CR 77 leverde 47 pk). |

## Puntentelling in de jaren zestig
|         | 1e | 2e | 3e | 4e | 5e | 6e |
| ------- | -- | -- | -- | -- | -- | -- |
| Punten: | 8  | 6  | 4  | 3  | 2  | 1  |

## Carrière

### 1964
Bruce Beale debuteerde als beschermeling van Jim Redman in het wereldkampioenschap wegrace in het seizoen 1964. Honda ging niet naar de Grand Prix van de Verenigde Staten, waarvan men vond dat ze (op 2 februari) te vroeg in het seizoen viel. Nu Redman niet naar de VS reisde, kon Bruce Beale de reis als privérijder waarschijnlijk niet betalen (althans: de startgelden wogen niet op tegen de reiskosten). In de Grand Prix van Spanje eindigde Beale als achtste in de 125cc-race. In de GP van Frankrijk scoorde hij zijn eerste WK-punten: hij werd vierde in de 250cc-race. Tijdens de TT van Man werd hij zesde in de Lightweight 125 cc TT een elfde in de 350cc-Junior TT. In de GP van Duitsland kwam hij voor het eerst op het podium: hij werd achter Redman tweede in de 350cc-race. Daardoor klom hij naar de (gedeelde) derde plaats in de WK-stand. Hij verstevigde die positie door in de 350cc-Grand Prix van de DDR vierde te worden. Nu kwam hij ook in de 250cc-klasse op het podium met de derde plaats achter Phil Read en Jim Redman. In de 125cc-race werd hij zesde. In de Ulster Grand Prix werd hij in de 350cc-race vierde en in de 250cc-race vijfde. Nadat hij in de 350cc-Finse Grand Prix tweede werd, begon hij Mike Duff te naderen in de strijd om de tweede plaats in het WK. Door in de GP des Nations op Monza opnieuw tweede te worden nam hij die plaats van Duff over. Zo sloot hij zijn eerste WK-seizoen af als tweede in de eindstand van de 350cc-klasse. 

### 1965
In het seizoen 1965 werd Bruce Beale semi-fabrieksrijder voor Honda. Hoewel hij feitelijk als privérijder te boek stond, kreeg hij wel de beschikking over twee fabrieksracers uit 1964: de 250cc-Honda RC 164 en de 350cc-Honda RC 172. Jim Redman kreeg voor de 250cc-klasse al de beschikking over zescilinders, de 3RC 164 en later in het seizoen de RC 165. Beale en het Honda-team gingen weer niet naar de GP van de Verenigde Staten en Beale miste de starts bij de GP van Duitsland nadat hij in de trainingen geblesseerd was geraakt. In de 250cc-GP van Frankrijk werd hij tweede achter Phil Read, nadat Jim Redman door een defecte versnellingsbak was uitgevallen. In de 125cc-race werd hij met de Honda CR 93 vijfde. In de Junior TT eindigde hij als vierde en in de 250cc-TT van Assen vijfde. Ook in de 250cc-GP van België eindigde hij als vijfde. Vanaf de GP van de DDR liet Honda het 250cc/350cc-fabrieksteam min of meer aan zijn lot over. Het liet het Rhodesische driemanschap Beale, Redman en Clark zijn eigen zaken bestieren. Beale werd in de DDR vijfde in de 250cc-race én in de 125cc-race. In de Ulster Grand Prix werd hij tweede in de 350cc-klasse en in de GP van Finland deed hij dat weer, maar nu werd hij ook vierde in de 250cc-klasse. In de GP des Nations gebeurde er iets vreemds: Honda bracht haar 125- en 250cc-teams daar niet naartoe omdat er in die klassen niets meer te winnen was, maar Jim Redman had een telegram naar Japan gestuurd met de melding dat hij weer fit was na een sleutelbeenbreuk. Het misverstand ontstond waarschijnlijk door de "zelfstandigheid" van de groep uit Rhodesië: Nobby Clark stond met de Honda's van Redman te wachten, maar Jim was thuisgebleven omdat hij uit Japan bericht terug had gekregen dat er geen machines in Italië zouden staan. Bruce Beale was zodoende de enige "fabrieksrijder" voor Honda, maar hij werd een van de vele slachtoffers van het slechte weer en viel in de 350cc-race. Hij ging niet naar de GP van Japan en sloot het seizoen af als vierde in de 350cc-klasse en als zesde in de 250cc-klasse. 

### 1966
In het seizoen 1966 was Bruce Beale weer aangewezen op zijn productieracers. Honda zette vooral in op de 500cc-klasse, waarin Jim Redman - die nu ook teammanager was - de eerste rijder zou worden, gesteund door Mike Hailwood. In de 350cc-klasse waren die rollen omgekeerd, maar beiden zouden ook in de 250cc-klasse uitkomen. Bruce Beale kwam nog slechts sporadisch aan de start. Waarschijnlijk had dat te maken met het feit dat Redman tijdens de Grand Prix van België een arm brak, wat uiteindelijk het einde van zijn carrière betekende. Beale's beste prestatie was de derde plaats in de 350cc-race van de Grand Prix van Duitsland. 
Na 1966 kwam Bruce Beale ook niet meer in de resultaten voor.

## Wereldkampioenschap wegrace resultaten
| Jaar | Klasse | Team  | Motorfiets   | 1       | 2       | 3       | 4       | 5       | 6     | 7     | 8     | 9     | 10      | 11    | 12      | 13      | Punten | Plaats | Wereldkampioen                |
| ---- | ------ | ----- | ------------ | ------- | ------- | ------- | ------- | ------- | ----- | ----- | ----- | ----- | ------- | ----- | ------- | ------- | ------ | ------ | ----------------------------- |
| 1964 | 125 cc | Privé | Honda CR 93  | VST DNS | SPA 8   | FRA -   | IOM 6   | NED 13  |       | DUI - | DDR 6 | ULS - | FIN -   | NAT - | JAP DNS |         | 2      | 23e    | Luigi Taveri, Honda 2RC 146   |
| 1964 | 250 cc | Privé | Honda CR 72  | VST DNS | SPA -   | FRA 4   | IOM DNF | NED 7   | BEL - | DUI - | DDR 3 | ULS 5 |         | NAT 9 | JAP DNS |         | 9      | 8e     | Phil Read, Yamaha RD 56       |
| 1964 | 350 cc | Privé | Honda CR 77  |         |         |         | IOM 11  | NED -   |       | DUI 2 | DDR 4 | ULS 4 | FIN 2   | NAT 2 | JAP DNS |         | 24     | 2e     | Jim Redman, Honda RC 172      |
| 1965 | 125 cc | Privé | Honda CR 93  | VST DNS | DUI DNS | SPA 8   | FRA 5   | IOM DNF | NED - |       | DDR 5 | TSL - | ULS 5   | FIN - | NAT -   | JAP DNS | 6      | 14e    | Hugh Anderson, Suzuki RT 65   |
| 1965 | 250 cc | Honda | Honda RC 164 | VST DNS | DUI DNS | SPA DNF | FRA 2   | IOM DNF | NED 5 | BEL 6 | DDR 5 | TSL - | ULS DNS | FIN 4 | NAT -   | JAP DNS | 14     | 6e     | Phil Read, Yamaha RD 56/RD 05 |
| 1965 | 350 cc | Honda | Honda RC 172 |         | DUI DNS |         |         | IOM 4   | NED - |       | DDR - | TSL - | ULS 2   | FIN 2 | NAT DNF | JAP DNS | 15     | 4e     | Jim Redman, Honda 2RC 172     |
| 1966 | 125 cc | Privé | Honda CR 93  | SPA 9   | DUI -   |         | NED -   |         | DDR - | TSL - | FIN - | ULS - | IOM -   | NAT 9 | JAP -   |         | 0      | -      | Luigi Taveri, Honda RC 149    |
| 1966 | 250 cc | Privé | Honda CR 72  | SPA -   | DUI -   | FRA -   | NED 11  | BEL -   | DDR - | TSL - | FIN 5 | ULS - | IOM -   | NAT 5 | JAP -   |         | 4      | 19e    | Mike Hailwood, Honda RC 166   |
| 1966 | 350 cc | Privé | Honda CR 77  |         | DUI 3   | FRA 6   | NED -   |         | DDR - | TSL - | FIN 5 | ULS - | IOM -   | NAT - | JAP -   |         | 7      | 10e    | Mike Hailwood, Honda RC 173   |